# Campeonato Mundial de Snowboard de 2013 - Slopestyle feminino
A prova do slopestyle feminino do Campeonato Mundial de Snowboard de 2013 foi disputado entre 17 e 18 de janeiro  em Stoneham, Quebec, Canadá.

## Medalhistas
| Ouro                  | Prata               | Bronze             |
| Spencer O'Brien (CAN) | Sina Candrian (SUI) | Torah Bright (AUS) |

## Resultados

### Qualificação
A qualificação ocorreu dia 17 de janeiro.
| Colocação | Bib | Nome                | Nacionalidade  | Descida 1 | Descida 2 | Melhor | Notas |
| --------- | --- | ------------------- | -------------- | --------- | --------- | ------ | ----- |
| 1         | 15  | Spencer O'Brien     | Canadá         | 83.33     | 93.00     | 93.00  | Q     |
| 2         | 33  | Jenny Jones         | Reino Unido    | 88.66     | 71.66     | 88.66  | Q     |
| 3         | 29  | Sina Candrian       | Suíça          | 85.00     | 88.33     | 88.33  | Q     |
| 4         | 16  | Ty Walker           | Estados Unidos | 73.66     | 86.66     | 86.66  | Q     |
| 5         | 37  | Torah Bright        | Austrália      | 83.00     | 23.33     | 83.00  | Q     |
| 6         | 32  | Merika Enne         | Finlândia      | 80.66     | 11.00     | 80.66  | Q     |
| 7         | 27  | Isabel Derungs      | Suíça          | 80.00     | 28.33     | 80.00  |       |
| 7         | 7   | Shelly Gotlieb      | Nova Zelândia  | 25.66     | 80.00     | 80.00  |       |
| 9         | 12  | Jessika Jenson      | Estados Unidos | 77.00     | 26.33     | 77.00  |       |
| 10        | 17  | Katie Ormerod       | Reino Unido    | 66.66     | 26.00     | 66.66  |       |
| 11        | 9   | Cilka Sadar         | Eslovênia      | 18.00     | 66.33     | 66.33  |       |
| 12        | 30  | Jordan Karlinski    | Estados Unidos | 65.66     | 49.66     | 65.66  |       |
| 13        | 1   | Lauren Staveley     | Austrália      | 64.00     | 60.66     | 64.00  |       |
| 14        | 8   | Katerina Vojackova  | Chéquia        | 63.33     | 52.33     | 63.33  |       |
| 14        | 23  | Šárka Pančochová    | Chéquia        | 63.33     | 55.00     | 63.33  |       |
| 16        | 20  | Anna Gyarmati       | Hungria        | 17.00     | 61.66     | 61.66  |       |
| 17        | 11  | Joanna Dzierzawski  | Estados Unidos | 18.66     | 61.33     | 61.33  |       |
| 18        | 31  | Rebecca Torr        | Nova Zelândia  | 59.33     | 45.66     | 59.33  |       |
| 18        | 13  | Anna Gasser         | Áustria        | 59.33     | 9.00      | 59.33  |       |
| 20        | 22  | Sam Denena          | Canadá         | 58.66     | 11.33     | 58.66  |       |
| 21        | 18  | Tania Detomas       | Itália         | 57.66     | 20.66     | 57.66  |       |
| 22        | 3   | Stefi Luxton        | Nova Zelândia  | 46.66     | 54.33     | 54.33  |       |
| 23        | 25  | Brooke Voigt        | Canadá         | 49.00     | 54.00     | 54.00  |       |
| 24        | 21  | Lucie Zabranska     | Chéquia        | 31.33     | 12.00     | 31.33  |       |
| 25        | 4   | Roberta Irarrazabal | Chile          | 18.33     | 16.00     | 18.33  |       |
| 26        | 10  | Eva Cameron         | Chéquia        | 9.33      | 6.66      | 9.33   |       |
| 27        | 34  | Yelizaveta Yaniuk   | Bielorrússia   | 8.66      | 7.66      | 8.66   |       |
| 28        | 2   | Breanna Stangeland  | Canadá         | DNS       | DNS       | DNS    |       |
| 29        | 5   | Elena Könz          | Suíça          | DNS       | DNS       | DNS    |       |
| 30        | 6   | Anja Štefan         | Croácia        | DNS       | DNS       | DNS    |       |
| 31        | 14  | Silvia Mittermüller | Alemanha       | DNS       | DNS       | DNS    |       |
| 32        | 19  | Natallia Karamushka | Bielorrússia   | DNS       | DNS       | DNS    |       |
| 33        | 24  | Christina Gruber    | Áustria        | DNS       | DNS       | DNS    |       |
| 34        | 26  | Urska Pribosic      | Eslovênia      | DNS       | DNS       | DNS    |       |
| 35        | 28  | Ella Suitiala       | Finlândia      | DNS       | DNS       | DNS    |       |
| 36        | 35  | Courtney Phillipson | Austrália      | DNS       | DNS       | DNS    |       |
| 37        | 36  | Morena Makar        | Croácia        | DNS       | DNS       | DNS    |       |

### Final
A final ocorreu em  18 de janeiro.
| Colocação         | Bib | Nome            | Nacionalidade  | Descida 1 | Descida 2 | Melhor | Notas |
| ----------------- | --- | --------------- | -------------- | --------- | --------- | ------ | ----- |
| Medalha de ouro   | 15  | Spencer O'Brien | Canadá         | 93.25     | 21.25     | 93.25  |       |
| Medalha de prata  | 29  | Sina Candrian   | Suíça          | 81.50     | 33.50     | 81.50  |       |
| Medalha de bronze | 37  | Torah Bright    | Austrália      | 65.75     | 77.50     | 77.50  |       |
| 4                 | 32  | Merika Enne     | Finlândia      | 9.25      | 59.50     | 59.50  |       |
| 5                 | 16  | Ty Walker       | Estados Unidos | 30.75     | 28.00     | 30.75  |       |
| 6                 | 33  | Jenny Jones     | Reino Unido    | 20.50     | 12.25     | 20.50  |       |

Legenda
| Recorde mundial       | Recorde mundial (World record)               |                       | Recorde africano                      | Recorde africano (African) |                                           | Q | Classificado por posição (Qualified) |
| Recorde do campeonato | Recorde do campeonato (Championship record)  | Recorde da América    | Recorde da América (Americas)         | q                          | Classificado por melhor tempo (Qualified) |   |                                      |
| Melhor marca do ano   | Melhor marca do ano (World leading)          | Recorde asiático      | Recorde asiático (Asian)              | DNS                        | Não largou (Did not start)                |   |                                      |
| Recorde nacional      | Recorde nacional (National record)           | Recorde europeu       | Recorde europeu (European)            | DNF                        | Não terminou (Did not finish)             |   |                                      |
| Recorde pessoal       | Recorde pessoal do atleta (Personal best)    | Recorde da Oceania    | Recorde da Oceania (Oceania)          | DSQ / DQ                   | Desclassificado (Disqualified)            |   |                                      |
| Recorde da temporada  | Recorde da temporada do atleta (Season best) | Recorde sul-americano | Recorde sul-americano (South America) | NM                         | Sem marca (No mark)                       |   |                                      |